# James Walker Hardin
James Walker Hardin (Charlotte, Carolina del Norte, 1929-22 de marzo de 2024) fue un botánico, explorador, y taxónomo estadounidense.

## Biografía
En 1957, recibió su doctorado por la Universidad de Míchigan y posteriormente aceptó el nombramiento como Profesor Asistente y Curador en la Universidad Estatal de Carolina del Norte, retirándose en 1996.
Hardin supervisó la exploración florística de muchas regiones y parques de Carolina del Norte, a través de proyectos de tesis por sus muchos estudiantes de posgrado. Numerosos intercambios continuaron o se iniciaron durante su mandato involucrando al menos 30 instituciones de EE. UU. y el extranjero. Varias colecciones privadas y estatales se transfirieron a la NCSC en aquellos momentos.

## Algunas publicaciones
- 1914.

### Libros
- james walker Hardin, donald joseph Leopold, fred m. White. 2000. Harlow and Harrar's textbook of dendrology

McGraw-Hill series in forestry. Forestry Series, 9ª ed. ilustrada de McGraw-Hill, 534 p. ISBN 0073661716, ISBN 9780073661711
- ---------------------------. 1975. Commercial Herbs, Roots and Pollens of North Carolina. Agr. Exp. Sta. North Carolina State Universit. Bull. 435, 76 p.

- ---------------------------, jay m. Arena. 1974. Human Poisoning from Native and Cultivated Plants. Publication. 2.ª ed. ilustrada, revisada de Duke University Press, 194 p.

- La abreviatura «Hardin» se emplea para indicar a James Walker Hardin como autoridad en la descripción y clasificación científica de los vegetales.[4]